# Tetragnatha multipunctata
Tetragnatha multipunctata là một loài nhện trong họ Tetragnathidae.
Loài này thuộc chi Tetragnatha. Tetragnatha multipunctata được miêu tả năm 1891 bởi Urquhart.